# نصف زمرة
في الرياضيات ، نصف الزمرة (بالإنجليزية: semigroup)‏ هي بنية جبرية مؤلفة من مجموعة مغلقة بالنسبة لعملية ثنائية تجميعية. بكلام آخر تكون نصف الزمرة ماعما تجميعية . اشتق مصطلح نصف الزمرة من المصطلح الأساسي الزمرة . غالبا ما تمثل العملية في نصف الزمرة برمز الجداء أي، {\displaystyle x\cdot y} أو ببساطة xy وهي تعطي نتيجة تطبيق عملية نصف الزمرة الثنائية على الزوج المرتب : (x, y). هناك خلاف فيما إذا كانت المجموعة الخالية يمكن اعتبارها نصف زمرة أو لا .
بدأت دراسة أنصاف الزمر في أوائل القرن العشرين لكن أهميتها بدأت في منتصف الخمسينات حين أصبحت نظرية انصاف الزمر المنتهية ذات أهمية في المعلوماتية النظرية بسبب الارتباط الطبيعي بين أنصاف الزمر المنتهية وآلات الحالة المنتهية Finite automata

## نصف شبه زمرة
في الرياضيات، نصف شبه الزمرة (semigroupoid) هو كائن جبري جزئي (partial algebra) يحقق بدهيات المطلوبة للتصنيف، باستثناء أنه من المحتمل وجود هوية لكل كائن ضمنه.
تعتبر تعميما لأنصاف الزمر بنفس الطريقة التي تعتبر يها التصنيفات الصغير small categories تعميما للمونويد monoid وطريقة تعميم أشباه الزمر groupoid للزمر.